# ستيلا بلوخ
ستيلا بلوخ (بالإنجليزية: Stella Bloch)‏ هي كاتِبة وصحفية أمريكية، ولدت في 18 ديسمبر 1897 في تارنوف في بولندا، وتوفيت في 10 يناير 1999 في بيثل في الولايات المتحدة.